# Dominion of New England

Flagge Neuenglands (1686 – ca. 1737)

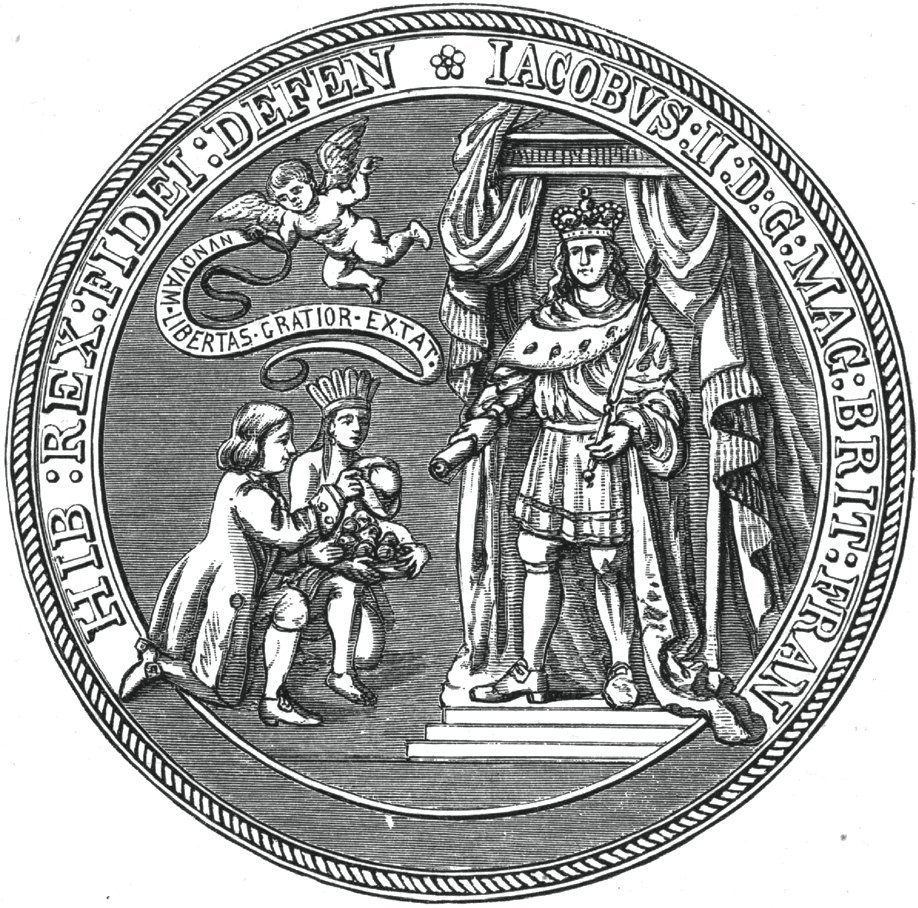
Siegel des Dominion of New England

Das Dominion of New England (bzw. offiziell Dominion of New England in America, deutsch Herrschaftsgebiet von Neuengland in Amerika) existierte als politische Einheit der britischen Überseekolonien von 1686 bis 1689 in der nordamerikanischen Region Neuengland. Politisch war die Struktur eng an die zentralisierte Kontrolle des Vizekönigreichs Neuspanien angelehnt. Das Dominion wurde von den meisten Kolonisten nicht akzeptiert, weil sie durch die neuen Verhältnisse ihrer traditionellen Rechte beraubt wurden und dies der britischen Krone übelnahmen. Gouverneur Edmund Andros versuchte, rechtliche und strukturelle Änderungen durchzusetzen, jedoch wurden die meisten Beschlüsse nicht umgesetzt. Das Dominion wurde umgehend gestürzt, als die Nachricht des Thronverzichts von Jakob II. die Kolonien erreichte. Ein wesentlicher Erfolg bestand in der Einführung der Church of England in Massachusetts, dessen puritanische Anführer bis dahin eine Etablierung erfolgreich verhindert hatten.
Das Dominion bestand aus einem sehr großen Gebiet zwischen dem Delaware River im Süden und der Penobscot Bay im Norden, das die heutigen US-Bundesstaaten Maine, New Hampshire, Vermont, Massachusetts, Rhode Island, Connecticut, New York und New Jersey umfasste. Es war damit deutlich zu groß, um von einem einzigen Gouverneur verwaltet zu werden, was jedoch nicht geändert wurde. Gouverneur Andros war extrem unbeliebt und wurde von den meisten politischen Fraktionen sogar als Bedrohung angesehen. Nachdem die Nachricht der Glorious Revolution 1689 Boston erreicht hatte, war bekannt, dass Jakob II. – der Andros als Gouverneur eingesetzt hatte – vor allem aufgrund seiner engen Beziehungen zur Römisch-katholischen Kirche gestürzt worden war. Die anti-katholischen Puritaner warfen Andros und seine führenden Beamten daraufhin während des Bostoner Aufstands 1689 ins Gefängnis. Im Zuge der Leisler’s Rebellion in New York City wurde der Vizegouverneur Francis Nicholson entmachtet, was zu einem ethnischen Krieg zwischen den alteingesessenen holländischen Siedlern und englischen Neuankömmlingen führte.
Nach diesen Ereignissen kehrten die Kolonien des Dominion zu ihrer ursprünglichen Verwaltungsform und Gebietsaufteilung zurück, obwohl einige zunächst keine Charta mehr besaßen. Neue Chartas wurden jedoch nach kurzer Zeit durch die gemeinsam regierenden Wilhelm III. und Maria II. herausgegeben.

## Geschichte

### Vorausgehende Entwicklungen
In der ersten Hälfte des 17. Jahrhunderts wurden in Nordamerika sowie auf den Westindischen Inseln mehrere britische Kolonien gegründet, die sich konzeptionell voneinander teilweise deutlich unterschieden. Einige – wie beispielsweise die Colony of Virginia – entstanden als kommerzielle Projekte, während andere – unter anderem die Colony of Maryland und die Massachusetts Bay Colony – aus religiösen Motiven heraus gegründet wurden. Ebenso unterschied sich die Verwaltung der Kolonien; so wurde Virginia ungeachtet der unternehmerischen Gründungsphase zur Kronkolonie, während Massachusetts ebenso wie weitere Kolonien in Neuengland eine Charta besaß, die ihr umfangreiche Freiheiten bei der Verwaltung zugestand. Dagegen waren beispielsweise Maryland und Carolina Kolonien, die von einem oder mehreren Eigentümern verwaltet wurden.
Nach der Stuart-Restauration im Jahr 1660 war der englische König Karl II. daran interessiert, die Verwaltung der Kolonialgebiete zu verschlanken und insgesamt effizienter zu gestalten. Er begann daher damit, einige der Kolonien unter seine direkte Kontrolle zu stellen. Ein wesentlicher Grund bestand in den hohen Verwaltungskosten, die einzelne Kolonien verursachten, ein weiterer lag in der Regulierung des Handels. In den 1660er Jahren verabschiedete daher das englische Parlament eine Reihe von Gesetzen, die in ihrer Gesamtheit als Navigationsakten bekannt sind. Diese wurden von einigen Kolonien, angeführt von Massachusetts, allerdings zurückgewiesen, da diese bereits bedeutende Handelswege nicht nur mit anderen englischen Kolonien, sondern auch mit anderen europäischen Ländern und deren Kolonien aufgebaut hatten. Die Navigationsakten definierten nun einige alltägliche Vorgänge in Neuengland als illegal und verwandelten praktisch alle Kaufleute in Schmuggler, sofern sie nicht die neuen Zölle bezahlten, die ihre Transport- und Versandkosten erheblich erhöhten.
Einige der Kolonien in Neuengland stellten für den König besondere Probleme dar, deren Lösung unter anderem in der Zusammenlegung dieser Kolonien zu einer einzigen Verwaltungseinheit gesehen wurde. Die Plymouth Colony hatte nie eine formale Charta besessen, und die New Haven Colony hatte zwei der Unterzeichner des Todesurteils gegen Karl I., also gegen den Vater des amtierenden Königs, aufgenommen. Das Gebiet von Maine wurde von streitenden Konzessionsempfängern und der Kolonie Massachusetts angezweifelt, und New Hampshire war erst kurz zuvor gegründet worden und daher sehr klein. Massachusetts wurde zudem seit seiner Gründung nahezu theokratisch geführt und war weithin für seine Intoleranz gegenüber Nicht-Puritanern bekannt. Dazu zählten auch – und das war für den römisch-katholischen Karl II. entscheidend – Unterstützer der Church of England. Bisherige Reformbemühungen von Karl II. waren fehlgeschlagen, so dass 1683 die Schritte eingeleitet wurden, um die Charta der Kolonie zu annullieren, was 1684 dann auch formal umgesetzt wurde.
Die tatsächliche Motivation Londons für diesen Schritt bestand weniger in der Steigerung der Effizienz der Verwaltung als vielmehr in der Absicht sicherzustellen, dass die Kolonien ihrem ursprünglichen Zweck nachkamen und England bereicherten. Englands Verlangen nach Kolonien, die Agrarerzeugnisse lieferten, wurde von den südlichen Kolonien erfüllt, die Tabak, Reis und Indigo produzierten, jedoch aus geologischen Gründen nicht vom weiter nördlich gelegenen Neuengland. Aufgrund der Ressourcenknappheit begannen die Siedler in Neuengland mit dem Aufbau von Handelsnetzwerken und machten bald den englischen Kaufleuten erfolgreich Konkurrenz. Sie bauten zudem Werkstätten und Fabriken auf, die Englands lukrativen Kolonialmarkt mit Textilien sowie Leder- und Eisenwaren bedrohten. Daher wurde der Plan gefasst, alle nördlichen Kolonien zusammenzufassen, um die dortigen Siedler von Produktion und Handel abzubringen.

### Gründung des Dominion

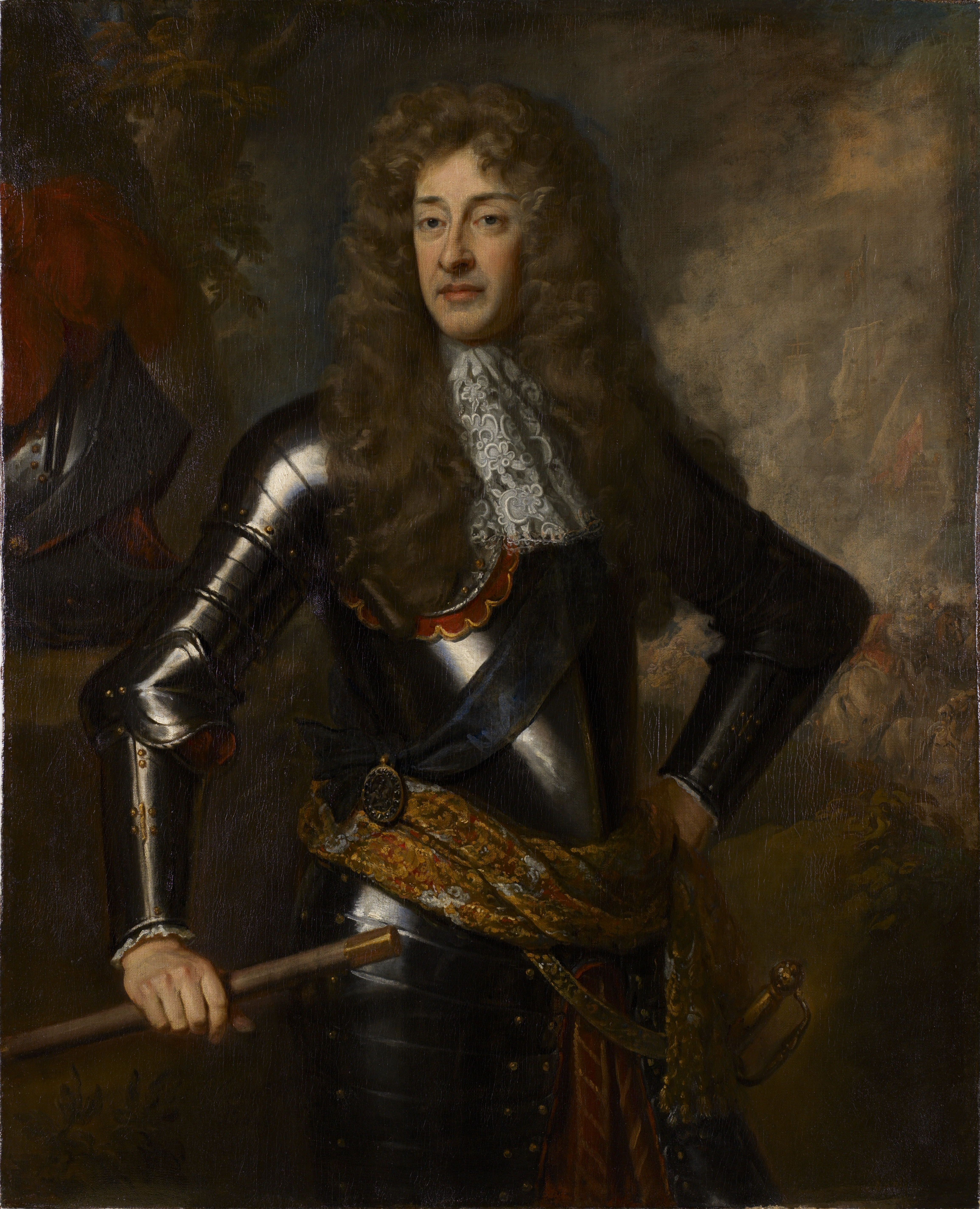
König Jakob II.

Nach dem Widerruf der Charta von Massachusetts stellten Karl II. und das Board of Trade ihre Pläne zur einheitlichen Verwaltung von zumindest einigen der Kolonien in Neuengland vor. Das neue Dominion hatte insbesondere zum Ziel, den Handel zu regulieren, die Religionsfreiheit zu verbessern, die Vergabepraxis von Grundstücksrechten im Hinblick auf die englische Praxis zu reformieren, Verteidigungsmaßnahmen zu koordinieren sowie die Verwaltung in weniger Zentren zusammenzufassen und damit zu verschlanken. Das Dominion umfasste nach den ersten Plänen zunächst die Gebiete der Massachusetts Bay Colony, der Plymouth Colony, der Province of New Hampshire, der Province of Maine und des damaligen Narraganset County (heute Washington County (Rhode Island)).
Karl II. hatte Colonel Percy Kirke als Verwalter des Dominion bestimmt, jedoch starb er, bevor dies bewilligt werden konnte. Jakob II. bewilligte die Einsetzung von Kirke im Jahr 1685, der allerdings aufgrund seiner Rolle bei der Niederschlagung der Monmouth Rebellion stark kritisiert wurde. Daher wurde seine Einsetzung als Verwalter widerrufen. Da es Verzögerungen bei der Ausarbeitung der Einsetzung von seinem vorgesehenen Nachfolger Sir Edmund Andros gab, wurde am 8. Oktober 1685 Joseph Dudley kommissarisch als Präsident der Ratsversammlung von Neuengland eingesetzt. Seine Ernennung beinhaltete, dass er mit einem aus ernannten Mitgliedern bestehenden Rat und ohne repräsentative Legislatur regieren sollte. Die Ratsmitglieder bestanden aus einem politischen Querschnitt moderater Persönlichkeiten aus den alten Kolonialregierungen. Edward Randolph, der als Agent der Krone bereits Angelegenheiten in Neuengland untersucht hatte, gehörte ihm ebenfalls an. Randolph wurde darüber hinaus mit einer Vielzahl weiterer Positionen – unter anderem Sekretär des Dominion, Zolleintreiber und stellvertretender Postmeister – betraut.

## Gouverneure

### Joseph Dudley

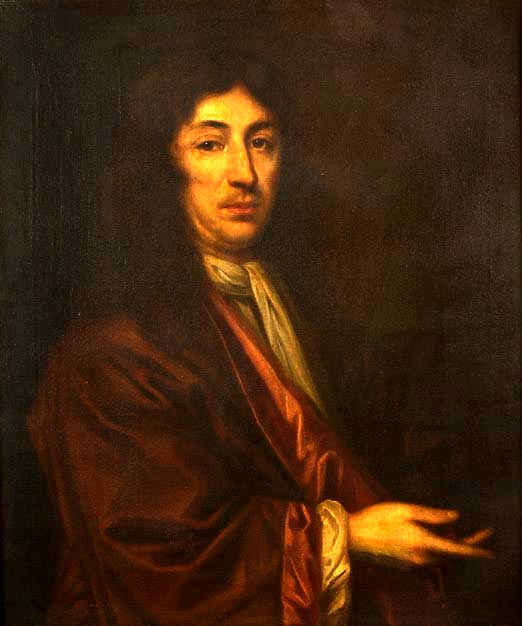
Gouverneur Joseph Dudley

Dudleys Ernennungsurkunde traf am 14. Mai 1686 in Boston ein, und er nahm die Geschäfte in Massachusetts formal am 25. Mai desselben Jahres auf. Er hatte jedoch keinen besonders glücklichen Start, da einige Kolonialbeamte, die als Teil seines Rates ernannt worden waren, den Dienst verweigerten. Edward Randolph zufolge waren die puritanischen Beamten „der Meinung, dass Gott sie niemals eine erneute Landung in diesem Land erleiden lasse, weshalb sie in höchst eigenmächtiger Art und Weise damit begannen, ihre Macht in zuvor nie gekanntem Ausmaß durchzusetzen“. Auch die Wahlen von kolonialen Offizieren wurden beeinträchtigt, weil viele von ihnen ebenfalls den Dienst verweigerten. Dudley ernannte daraufhin viele von ihnen zwangsweise und bevorzugte dabei die politisch moderaten Personen, die bereits die königlichen Wünsche im Kampf um die alte Charta unterstützt hatten.
Dudley wurde in großem Ausmaß dadurch behindert, dass er nicht in der Lage war, die Einnahmen des Dominion zu erhöhen. Seine Ernennung erlaubte ihm nicht, neue Einkommensgesetze einzuführen, und die Kolonialregierung in Massachusetts hatte bereits 1683 in Erwartung des Verlusts der Charta alle diesbezüglichen Gesetze zurückgezogen. Darüber hinaus weigerten sich viele, die wenigen verbliebenen Abgaben zu bezahlen, indem sie argumentierten, die entsprechenden Regelungen seien von der alten Regierung beschlossen worden und damit ungültig. Die Versuche von Dudley und Randolph, die Church of England im Dominion einzuführen, schlugen größtenteils aufgrund mangelnder finanzieller Möglichkeiten fehl.
Dudley und Randolph setzten die Navigationsakten durch, obwohl diese nicht vollständig den geltenden Gesetzen entsprachen. Da beiden bewusst war, dass einige darin enthaltene Verfügungen unfair waren, weil sie beispielsweise die Zahlung mehrfacher Zölle bewirkten, wurde über bestimmte Verletzungen der neuen Regeln hinweggesehen. Sie empfahlen dem Board of Trade, die Gesetze zu modifizieren, um diesem Umstand gerecht zu werden. Die Wirtschaft in Massachusetts wurde dennoch – zusätzlich betroffen von negativen externen Einflüssen – stark beeinträchtigt. Über Angelegenheiten des Handels der Kolonie kam es sogar zu einem offenen Konflikt zwischen Dudley und Randolph.
Während der Amtszeit von Dudley beschloss das Board of Trade auf Grundlage einer entsprechenden Petition der Kolonialversammlung, die Kolonien Rhode Island und Connecticut mit Wirkung zum 9. September 1686 in das Dominion zu integrieren. Andros, dessen Ernennung im Juni ausgegeben worden war, erhielt eine entsprechende Ergänzung seiner Befugnisse zur Umsetzung der Integration.

### Edmund Andros

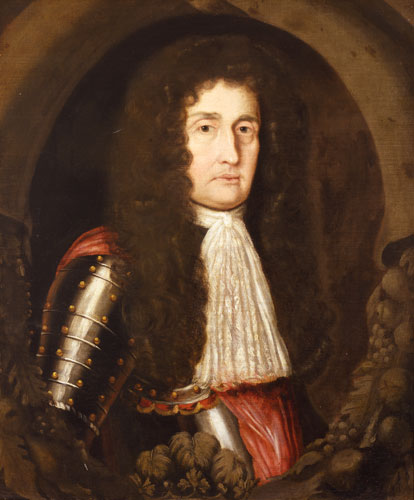
Sir Edmund Andros

Andros, der zuvor Gouverneur von New York gewesen war, erreichte Boston am 20. Dezember 1686 und nahm unmittelbar seine Amtsgeschäfte auf. Er war ein Hardliner und vertrat die Ansicht, dass die Kolonisten mit Verlassen des englischen Bodens auch alle ihre Rechte als Engländer aufgegeben hatten. Als 1687 der Pfarrer John Wise seine Gemeinde zu Protesten und zur Verweigerung von Steuerzahlungen aufrief, ließ er diesen ins Gefängnis werfen, verurteilen und mit einer Geldstrafe belegen. Ein Mitarbeiter von Andros erklärte dazu: „Mr. Wise, Sie haben keine Rechte außer demjenigen, nicht als Sklave verkauft zu werden“.
Die Ernennung von Andros bestimmte ihn als Gouverneur und forderte einen ihn unterstützenden Rat. Dieser war formal mit Repräsentanten aus jeder der in das Dominion integrierten Kolonien besetzt, wurde jedoch de facto von Gesandten aus Massachusetts und Plymouth dominiert, da die Anreise nach Boston aus den weiter entfernten Kolonien beschwerlich war und die Reisekosten nicht erstattet wurden.

#### Church of England
Bereits kurz nach seiner Ankunft fragte Andros in jeder der puritanischen Kirchen in Boston nach, ob die Church of England das jeweilige Gemeindehaus nutzen könne. Nachdem er überall zurückgewiesen wurde, verlangte und erhielt er 1687 die Schlüssel zur Third Church von Samuel Willard. Die dortigen Gottesdienste wurden bis zur Errichtung der King’s Chapel 1688 unter der Federführung von Robert Ratcliff abgehalten.

#### Steuergesetze
Nach dem Amtsantritt von Andros begann der Rat des Gouverneurs mit einem langwierigen Prozess zur Harmonisierung der Gesetzgebungen im Dominion, um sich mehr den englischen Gesetzen anzunähern. Dies war jedoch derart zeitraubend, dass Andros im März 1687 eine Proklamation mit dem Inhalt herausgab, dass die alten Gesetze so lange gültig blieben, bis sie überprüft und ggf. neu formuliert wurden. Da Massachusetts über keine bestehenden Steuergesetze verfügte, wurde ein Steuermodell entwickelt, das auf das gesamte Dominion übertragen werden sollte. Der erste Entwurf dazu wurde von einer Kommission aus Grundbesitzern erarbeitet und sah hauptsächlich Importzölle auf Alkohol vor. Über diese Frage wurde lange ohne Ergebnis debattiert, woraufhin kurzfristig ein weiteres Modell entwickelt und auch verabschiedet wurde, das im Wesentlichen die alten Steuergesetze von Massachusetts wieder in Kraft setzte. Diese waren jedoch insbesondere bei den Farmern unbeliebt, die der Ansicht waren, dass die Steuern auf Viehbestände zu hoch seien. Um schnell Einnahmen zu erzielen, erhielt Andros zudem die Genehmigung des Rates, die Importzölle auf Alkohol zu erhöhen.
Die ersten Versuche, die neuen Gesetze durchzusetzen, trafen in vielen Städten in Massachusetts auf erbitterten Widerstand. Nicht wenige von ihnen verweigerten die Bestimmung von Bevollmächtigten zur Beurteilung der Einwohnerzahl und der Grundstückswerte, so dass ihre offiziellen Vertreter konsequent verhaftet und nach Boston gebracht wurden. Einige wurden zu einer Geldstrafe verurteilt und wieder freigelassen, andere hingegen wurden so lange ins Gefängnis gesperrt, bis sie glaubhaft versprachen, ihre Pflichten zu erfüllen. Die Vertreter von Ipswich, die sich am stärksten und lautesten gegen die neuen Gesetze gewehrt hatten, wurden vor ein Gericht gestellt und wegen ordnungswidriger Straftaten verurteilt.
Die übrigen Provinzen leisteten gegen die Umsetzung der neuen Gesetze keinen Widerstand, wenngleich die Steuern zumindest in Rhode Island höher waren als unter der bisherigen Kolonialverwaltung. Die vergleichsweise armen Landbesitzer in Plymouth wurden von den hohen Abgaben auf ihre Viehbestände hart getroffen. Ironischerweise waren die neuen, von Andros beschlossenen Steuern in Massachusetts geringer als zuvor und auch geringer als alle zukünftigen Abgaben; dennoch waren die Kolonisten mit Andros sehr unzufrieden.

#### Gesetze zu Gemeindeversammlungen
Eine Folge der Steuerproteste war, dass Andros die Gemeindeversammlungen einschränkte, da dort die Proteste ihren Ursprung hatten. Dazu führte er ein neues Gesetz ein, nach dem nur noch eine einzige jährliche Gemeindeversammlung erlaubt war, deren ausschließlicher Zweck darin zu bestehen hatte, offizielle Vertreter zu wählen. Zusätzliche Versammlungen – gleich aus welchem Grund – wurden explizit verboten, und auch weitere Inhalte während der jährlichen Versammlung waren nicht zulässig. Dieser Verlust an Souveränität führte verbreitet zu Hass auf Andros, und die Kolonisten brachten in ihren Protesten dagegen zum Ausdruck, dass aus ihrer Sicht die neuen Versammlungs- und Steuergesetze gegen die Magna Carta verstießen, die eine Steuererhebung durch Repräsentanten des Volkes garantierte. Diejenigen, die dieses Argument anführten, hatten allerdings zur Zeit, als die koloniale Charta noch gültig war, eine große Anzahl Wähler ausgeschlossen, indem sie eine Mitgliedschaft in der Kirche forderten, und diese dann mit Steuern belegt.

#### Landbesitz und Steuern
Andros fügte den Kolonisten zusätzlich großen Schaden zu, indem er ihnen die Grundbesitzrechte streitig machte; anders als in England war der Großteil der in den Kolonien lebenden Siedler Eigentümer von Grundstücken. Da sie „sicheren Grund und Boden als elementaren Bestandteil ihrer Freiheit, ihres sozialen Status und ihres Wohlstands ansahen, waren sie über die Flurbereinigungen und kostenträchtigen Prozesse um ihre Grundstücksrechte entsetzt“. Andros hatte aus London Anweisungen erhalten, die Grundbesitzrechte in den Kolonien denen in England anzupassen. Er sollte ebenfalls Grundsteuern erheben, um die Einnahmen der Kolonien zu verbessern. In Massachusetts, New Hampshire und Maine von der Kolonialverwaltung ausgegebenen Urkunden wiesen häufig Formfehler – wie beispielsweise fehlende koloniale Siegel – auf, und die meisten Dokumente sahen keine Steuern auf die Grundstücke vor. Die Eigentumsurkunden in Connecticut und Rhode Island wurden ausgestellt, bevor die Kolonien eine Charta hatten, so dass in vielen Fällen streitig war, wem welcher Boden tatsächlich gehörte.
Die Art und Weise, wie Andros mit dieser Situation umging, spaltete die Kolonisten gleich in doppelter Hinsicht, da sein Vorgehen jeden Landbesitzer angriff, dessen Urkunde in noch so kleinem Umfang angezweifelt werden konnte. Einige Grundbesitzer ließen sich nicht beeindrucken und führten den Prozess gegen ihre Rechte durch, die meisten jedoch lehnten dies ab, da sie nicht das Risiko eingehen wollten, ihr Land zu verlieren und das Verfahren als schlecht getarnte Enteignung ansahen. Dazu gehörten auch die Puritaner in Plymouth und Massachusetts, die teilweise riesige Ländereien besaßen. Da alle Grundstücksurkunden in Massachusetts unter der nun zurückgezogenen Charta ausgegeben worden waren, erklärte Andros diese für ungültig und verlangte von den Landbesitzern, ihre Besitzansprüche neu geltend zu machen und dafür eine Gebühr sowie auf ihren Grundbesitz fortlaufend Steuern an das Dominion zu zahlen.
Während der Amtszeit von Andros wurden rund 200 Anträge auf neue Grundbesitzurkunden gestellt, aber nur 20 genehmigt.

#### Die Charta von Connecticut

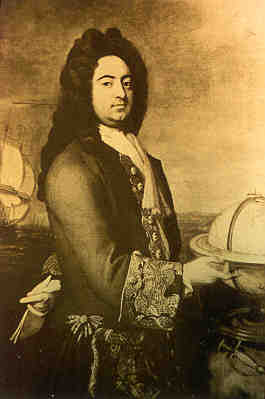
Francis Nicholson

Da die Zuständigkeit von Andros auch Connecticut beinhaltete, bat er bereits kurz nach seiner Ankunft in Boston den Gouverneur von Connecticut Robert Treat, ihm die koloniale Charta auszuhändigen. Anders als Rhode Island, deren Vertreter dem Dominion unmittelbar beigetreten waren, erkannte Connecticut die Autorität von Andros zwar formal an, tat aber wenig, um ihn zu unterstützen. Die Verwaltung handelte weiterhin nach der formal nicht mehr gültigen Charta, hielt in jedem Quartal Versammlungen der Legislative ab und wählte offizielle Vertreter aus allen Gebieten der Kolonie, während Treat und Andros über den Verzicht auf die Charta verhandelten. 1687 entschied sich Andros schließlich dazu, persönlich nach Connecticut zu reisen, um die Sache zu einem Abschluss zu bringen. Begleitet von einer Ehrengarde erreichte er Hartford am 31. Oktober desselben Jahres und traf noch am gleichen Abend mit der Führung der Kolonie zusammen. Der Legende nach wurde an diesem Abend die Charta auf dem Tisch ausgebreitet, so dass sie jeder sehen konnte. Plötzlich und unerwartet gingen dann im Raum die Lichter aus, und als sie wieder angezündet wurden, war die Charta verschwunden. Es wird behauptet, dass sie in einer in der Nähe stehenden Eiche, die heute als Charter Oak bekannt ist, versteckt wurde, so dass sie bei einer Durchsuchung der umstehenden Gebäude nicht gefunden werden konnte.
Unabhängig vom Wahrheitsgehalt dieser Überlieferung zeigen die Aufzeichnungen von Connecticut, dass die Kolonialverwaltung an diesem Tag ihre Siegel an Andros aushändigte und ihre Tätigkeit einstellte. Andros reiste daraufhin noch einige Zeit durch die Kolonie, um Termine wahrzunehmen, bevor er nach Boston zurückkehrte. Am 29. Dezember 1687 weitete das Dominion auch formal seine Grenzen bis nach Connecticut aus und vervollständigte damit die Integration der Kolonien Neuenglands.

#### Integration von New York und Jersey
Am 7. Mai 1688 wurden die ehemaligen Provinzen New York, East Jersey und West Jersey dem Dominion hinzugefügt. Da sie weit außerhalb vom zentralen Verwaltungssitz in Boston lagen, wurden sie vom stellvertretenden Gouverneur Francis Nicholson mit Sitz in New York City geführt. Nicholson, Captain der Armee und Protegé des Kolonialsekretärs William Blathwayt, kam als Teil der Ehrengarde Anfang 1687 gemeinsam mit Andros nach Boston und wurde schließlich in dessen Rat befördert. Im Sommer 1688 reiste er zunächst nach New York und dann weiter nach Jersey, um seine Amtsgeschäfte aufzunehmen. Die Verwaltung dieser Gebiete innerhalb des Dominion war kompliziert, da die politischen Vorgänger, deren Charta widerrufen worden war, ihre Besitztümer behalten hatten und bei Andros einen Antrag auf traditionelle Grundherrschaft stellten. Während der kurzen Existenz des Dominion geschah in den drei Gebieten nichts Wichtiges, da sie zu weit von den Machtzentren entfernt waren.

#### Indianische Diplomatie
Im Jahr 1687 griff Neufrankreichs Gouverneur Marquis de Denonville die Seneca im heutigen westlichen New York an. Sein Ziel bestand darin, den Handel zwischen den Engländern in Albany und der Irokesen-Föderation, zu denen die Seneca gehörten, zu stören und das als Covenant Chain bekanntgewordene Bündnis zu brechen, das Andros 1677 als Gouverneur in New York ausgehandelt hatte. Der aktuelle Gouverneur von New York Thomas Dongan bat um Hilfe, und König Jakob II. befahl Andros, ihn zu unterstützen. Jakob II. begann außerdem Verhandlungen mit Ludwig XIV., die zu einer Entspannung der Lage an der nordwestlichen Grenze führten. An der Nordostgrenze Neuenglands hingegen häuften sich die Beschwerden der Abenaki über die englischen Siedler, was schließlich 1688 in einer Offensive der Indianer mündete. Andros unternahm daraufhin eine Expedition nach Maine und überfiel eine Vielzahl indianischer Siedlungen, darunter auch den Handelsaußenposten von Jean-Vincent d’Abbadie de Saint-Castin an der Penobscot Bay. Dass er dabei dessen katholische Kirche verschonte, wurde später zum Gegenstand von Anschuldigungen als Papist gegen Andros.
Im Zuge der Übernahme der New Yorker Amtsgeschäfte durch Andros im August 1688 traf er in Albany mit den Irokesen zusammen, um das Abkommen zu erneuern. Bei diesem Treffen verärgerte er die Irokesen allerdings, indem er sie als „Kinder“ – also Untergebene – und nicht als „Brüder“ – also Gleichberechtigte – bezeichnete. Er kehrte aufgrund fortwährender Angriffe der Abenaki nach Boston zurück, die zugaben, von den Franzosen angestachelt worden zu sein. Auch in Maine hatte sich die Situation wieder verschlechtert, wo die englischen Siedler indianische Dörfer überfielen und die Gefangenen nach Boston brachten. Andros bestrafte die Kolonisten in Maine für diese unbefugten Handlungen und befahl die Freilassung und Rückkehr der gefangenen Indianer, was ihm den Hass der Siedler zuzog. Er kehrte daraufhin mit einer großen Streitmacht nach Maine zurück und begann mit der Errichtung von zusätzlichen Befestigungsanlagen zum Schutz der Kolonisten. Er verbrachte den gesamten Winter in Maine und kehrte im März nach Boston zurück, nachdem er Gerüchte über eine Revolution in England und steigende Unzufriedenheit in Boston gehört hatte.

## DieGlorious Revolutionund Auflösung des Dominion

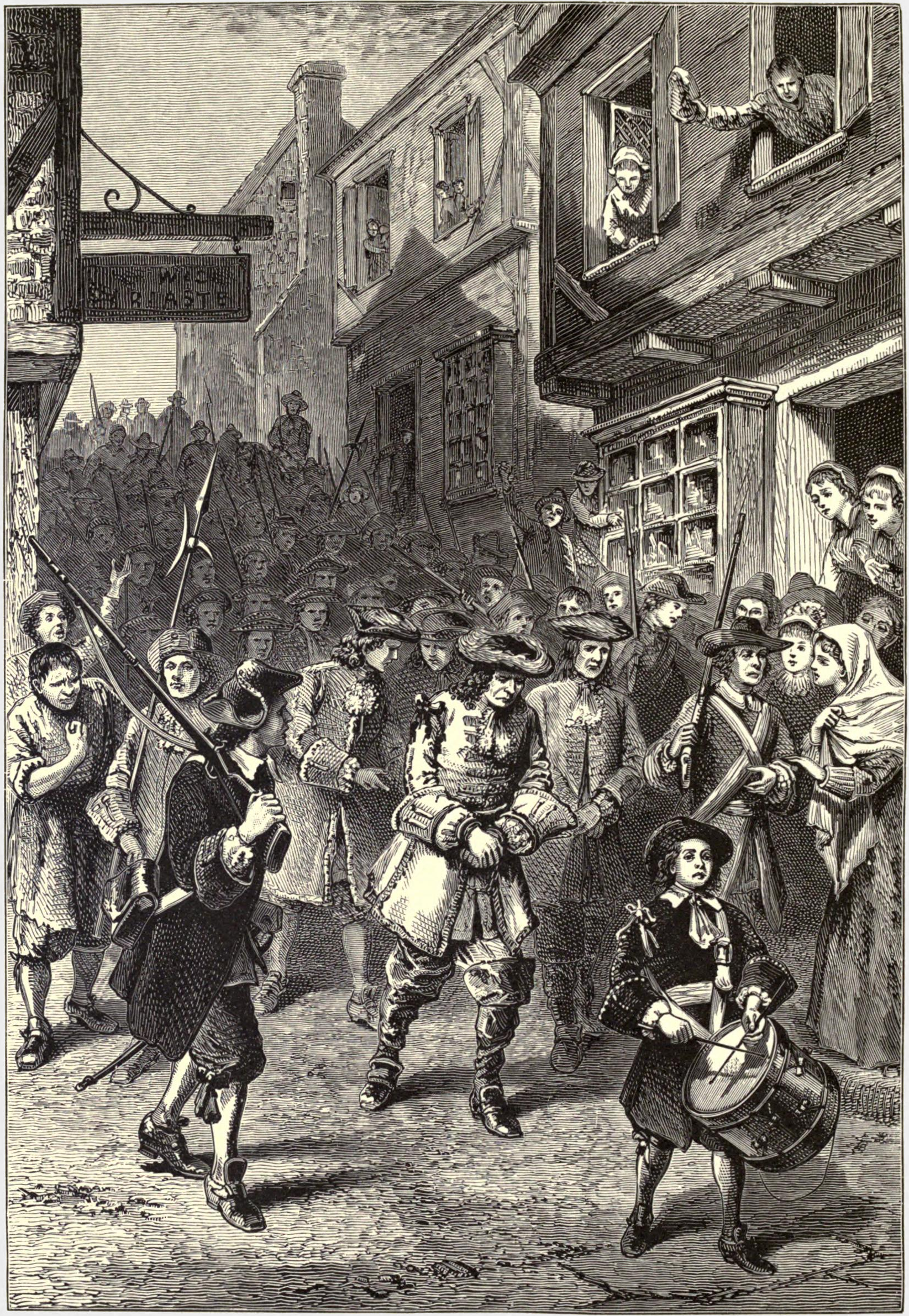
Verhaftung von Gouverneur Andros

Die religiösen Führer in Massachusetts – insbesondere Cotton und Increase Mather – waren mit Andros sehr unzufrieden und forcierten Streitigkeiten, um den Hof in London zu beeinflussen. Nachdem König Jakob im Mai 1687 die Declaration of Indulgence veröffentlicht hatte, die in England weitgehende Religionsfreiheit garantierte, schrieb Increase Mather einen Brief an den König, in dem er ihm für die neuen Gesetze dankte. Zugleich empfahl er seinen Vertrauten, dem König ebenfalls ihre Dankbarkeit zu zeigen, um an Einfluss zu gewinnen. Zehn Pfarrer folgten dieser Empfehlung und entschieden, Mather nach England zu schicken, um eine Entscheidung gegen Andros herbeizuführen. Obwohl Edward Randolph durch Anschuldigungen und Verhaftungen wiederholt versuchte, ihn davon abzuhalten, gelangte Mather im April 1688 heimlich auf ein Schiff in Richtung England. Er wurde gemeinsam mit weiteren Personen aus Massachusetts von König Jakob wohlwollend empfangen, der im Oktober 1688 versprach, dass er sich um die Sorgen der Kolonien kümmern werde. Dazu kam es jedoch aufgrund der ausbrechenden Glorious Revolution nicht mehr, und bereits im Dezember wurde Jakob durch die gemeinsam regierenden Wilhelm III. und Maria II. ersetzt.
Die Gesandten aus Massachusetts reichten daraufhin eine Petition bei den neuen Herrschern und dem Board of Trade ein, in der sie die Wiedereinsetzung der alten Charta von Massachusetts forderten. Mather überzeugte darüber hinaus das Board of Trade, die Benachrichtigung von Andros über die Revolution hinauszuzögern. Er hatte bereits einen vor der Revolution vorbereiteten Brief an den ehemaligen Kolonialgouverneur Simon Bradstreet abgesendet, in dem er diesen darüber informierte, dass die Charta illegalerweise annulliert worden war und dass die Kolonisten „auf Veränderungen vorbereitet werden sollten“. Die Neuigkeiten über die Revolution erreichte die ersten Siedler im späten März 1689, und Bradstreet wird als einer der Organisatoren des Aufstands von Boston am 18. April 1689 angesehen. An diesem Tag übergab er gemeinsam mit weiteren ehemaligen Kolonialbeamten Andros einen offenen Brief, in dem er ihn zum Rücktritt aufforderte, um den Mob zu beruhigen. Andros, Randolph, Dudley und weitere Unterstützer des Dominion wurden verhaftet und in ein Bostoner Gefängnis gebracht.
Dies führte zum Zusammenbruch des Dominion, da in jeder Kolonie die ehemaligen Kolonialbeamten die Repräsentanten des Dominion verhafteten und ihre eigene Macht wiederherstellten. In Plymouth wurden das Ratsmitglied Nathaniel Clark am 22. April verhaftet und der ehemalige Gouverneur Thomas Hinckley wiedereingesetzt. Rhode Island wollte gemeinsam mit der Inkraftsetzung der Charta am 1. Mai Wahlen durchführen, jedoch verweigerte der ehemalige Gouverneur Walter Clarke den Dienst, woraufhin die Kolonie auf einen Gouverneur verzichtete. Auch in Connecticut wurden die früheren Verwaltungsstrukturen schnell wiederhergestellt. In New Hampshire gab es zeitweise keine formale Regierung, so dass die Kolonie von Simon Bradstreet aus Massachusetts mitregiert wurde.
Die Neuigkeiten über den Bostoner Aufstand erreichten New York am 26. April, aber Gouverneur Nicholson unternahm zunächst nichts. Andros konnte während seiner Gefangenschaft eine Nachricht an Nicholson senden, in der er ihn um Unterstützung bat. Diese erreichte ihn Mitte Mai, jedoch ließen ihm steigende Spannungen in New York sowie die Tatsache, dass sich die meisten seiner Truppen in Maine befanden, keine Möglichkeit zur Hilfe. Ende Mai wurde Nicholson von aufgebrachten Kolonisten, die von Milizen unterstützt wurden, während der Leisler’s Rebellion gestürzt, woraufhin er nach England floh. Leisler regierte New York bis 1691, als König Wilhelm Henry Sloughter als neuen Gouverneur ernannte. Sloughter verklagte Leisler wegen Hochverrat; das Gericht, dem Joseph Dudley vorsaß, sprach ihn schuldig und verhängte die Todesstrafe.

## Konsequenzen für Massachusetts und Plymouth
Die Auflösung des Dominion bedeutete sowohl für Massachusetts als auch für Plymouth rechtliche Probleme, da Plymouth nie eine königliche Charta besessen hatte und diejenige von Massachusetts juristisch einwandfrei aufgehoben worden war. Demzufolge fehlten den betroffenen, wiedereingesetzten Kolonialregierungen die rechtlichen Existenzgrundlagen, was die politische Opposition auszunutzen wusste. Insbesondere in Massachusetts führte dies zu Schwierigkeiten, da die Kolonie eine lange Grenzlinie zu Neufrankreich hatte, deren Verteidiger nach der Revolution zurückgezogen worden waren. Das Grenzgebiet war daher mit Ausbruch des King William’s War Schauplatz häufiger Überfälle von Franzosen und Indianern. Die Verteidigungskosten mussten durch hohe Steuern gedeckt werden, und der Krieg selbst machte es ebenfalls schwierig, den Handel der Kolonie wieder aufzubauen.
Beide Kolonien hatten Vertreter nach England gesandt, um die rechtlichen Probleme zu beseitigen. Increase Mather reichte ein Gesuch beim Board of Trade ein, die alte Charta von Massachusetts wieder in Kraft zu setzen. Als jedoch König Wilhelm darüber informiert wurde, dass dies zu einer Rückkehr der puritanischen Hardliner-Regierung führen würde, verhinderte er die Wiedereinsetzung der Charta. Stattdessen entschied das Board of Trade, das Problem zu lösen, indem beide Provinzen vereinigt werden sollten. Daraus entstand die Province of Massachusetts Bay, deren Charta 1691 ausgegeben wurde und die 1692 den operativen Betrieb unter dem Gouverneur Sir William Phips aufnahm. Die neue Provinz umfasste Massachusetts, Plymouth und die Inseln südlich des Cape Cod (Martha’s Vineyard, Nantucket und die Elizabeth Islands), die zuvor das Dukes County der Province of New York gebildet hatten.

## Liste der Verwalter des Dominion of New England in America
Die folgende Tabelle stellt die Verwalter des Dominion von 1684 bis 1689 dar.
| Name              | Amtsbezeichnung                                              | Ernennung       | Aufnahme der Amtsgeschäfte   | Ende der Amtszeit |
| ----------------- | ------------------------------------------------------------ | --------------- | ---------------------------- | ----------------- |
| Percy Kirke       | Governor in Chief (designate) of the Dominion of New England | 1684            | Ernennung 1685 zurückgezogen | Nicht zutreffend  |
| Joseph Dudley     | President of the Council of New England                      | 8. Oktober 1685 | 25. Mai 1686                 | 20. Dezember 1686 |
| Sir Edmund Andros | Governor in Chief of the Dominion of New England             | 3. Juni 1686    | 20. Dezember 1686            | 18. April 1689    |